# 羅西瑙角
70°28′S 162°46′E / 70.467°S 162.767°E
羅西瑙角是南極洲的海岬，位於維多利亞地的彭內爾海岸，處於巴伯冰川東岸，屬於鮑爾斯山脈的一部分，美國地質調查局根據測量和該國海軍的空中照片繪入地圖，該山峰現時由南極條約體系管理。